# わたなべ志穂
わたなべ 志穂（わたなべ しほ、11月9日 - ）は、日本の漫画家。岐阜県出身。血液型はO型。

## 来歴・人物
1999年、『少女コミック』（小学館）増刊4月号にて、「レ・ン・ア・イレシピ」でデビュー。
以後、『Sho-Comi』を中心に活動していたが、2005年からは『Cheese!』（小学館）へも執筆活動を展開し、2019年現在は同誌への執筆を中心に活動中。
自身初の長期連載作品となった『華の姫 茶々ものがたり』は、作者が「浅井三姉妹」の物語を小学生の頃に読んで以来、「いつか漫画にしてみたい!」と思っており、実現した作品である。
同作連載中には、毎号60ページ、多いときは100ページ以上を描き上げるという大変ハードなものであり、掲載されていた『Cheese!』誌面でも、度々その旨が記載されていた。
結婚式場でのアルバイト経験があり、『王様に捧ぐ薬指』ではその経験が活かされている。

## 作品リスト

### 書籍
- 恋愛調教〜ホスト遊戯〜（2004.6.25）
- 先生は生娘がお好き。（2004.10.26）
- 裏恋愛調教〜ホスト遊戯〜（2004.11.26）
- 初恋〜ホスト〜（2005.2.25）
- 爆走!! ラブアタック（2005.9.26）
- ヤンキー愛を誓う（2005.12.20）
- マル秘恋愛調教ホスト遊戯（2006.3.24）
- ご指名!ホスト教師J（全2巻）（2006.5.26-2006.9.26）
- 17歳、夏。〜制服の情事〜（2006.9.26）
- 純愛★ログイン（2007.4.26）
- 放課後の片隅、キスの残像。（2007.6.26）
- セツナの楽園（2007.9.26）
- 愛人〜痛いほど愛して〜（2008.3.26）
- 愛想人〜SEX Friend〜（2008.5.26）
- 天然彼氏ホスト仕様（2008.7.25）
- 先生と、私と、初めて。（2008.10.24）
- 華の姫 茶々ものがたり（全6巻）（2009.7.24-2011.10.26）
- 初カレ×初カノ（2009.7.24）
- ごめん、それでもキミが好き（2010.7.26）
- バイバイ、好きな人（2011.1.26）
- お江ものがたり（2011.4.26）
- 初恋はまるで刃のように（2012.4.26）
- 快楽協定（2013.1.25）
- 27歳－あたし、恋が、したい。－（2013.2.8）
- 童貞教師のふまじめな日常（全4巻）（2013.7.26-2015.1.26）
- 王様に捧ぐ薬指（全8巻）（2014.10.10-2018.1.10）
- 王子様はマリッジブルー（全3巻）（2015.6.26-2017.7.26）
- 汝、オレに愛を誓え（王様に捧ぐ薬指の番外編）（2015.9.10）
- キスより先に、始めます（全6巻）（2018.1.10-2021.3.5）
- 黒子に恋は、いりません。（全4巻）（2018.8.9-2019.9.10）
- 18歳、新妻、不倫します。（全11巻）（2020.6.10 - 2023.4.10）
- さようなら、エデン。（『妻プチ』[4]2021年8月号 - 連載中、既刊7巻）
- いいから黙ってキスをして（『プチコミック』2023年12月号[5] - 、既刊5巻）

### オムニバス作品
- 秘密〜Hなナイショ話（2002.12.19）
- 月と太陽の国語り〜夜半に咲く花〜（2009.5.29）
- ヤバ恋 - いけない本能 ー（2010.1.26）
- 放課後、制服を脱いで。（2010.4.26）
- 幼なじみじゃダメですか?（2011.7.26）
- シンデレラ流 - 16バージンロード -（2011.9.26）
- 先生second〜これが、イケナイ恋ですか?〜（2011.12.26）
- あの時、好きって言えばよかった（2012.3.26）
- 激愛 〜もっと求めたい（2016.7.22）
- コイバナ〜この誘惑には勝てない!ベスト6〜（2016.7.22）

### 挿絵・イラスト
- 月と太陽の国語り〜夜半に咲く花〜（著：花村りく）